# Barranc de les Maçanes
El barranc de les Maçanes, també anomenat llau de les Maçanes i barranc de les Fonts és un barranc del terme municipal de Talarn. Es forma a l'extrem nord-oest del terme de Talarn, al nord-oest de l'Acadèmia General Bàsica de Suboficials, a lo Cap de Terme, a l'Obaga de Sant Miquel. Des d'aquell lloc davalla cap al sud-est, fins que al final del seu recorregut gira quasi en angle recte per anar a trobar el torrent de la Fontvella a los Seixells, al sud-oest de Talarn i al nord-oest de Tremp.